# Proboštství (Kroměříž)

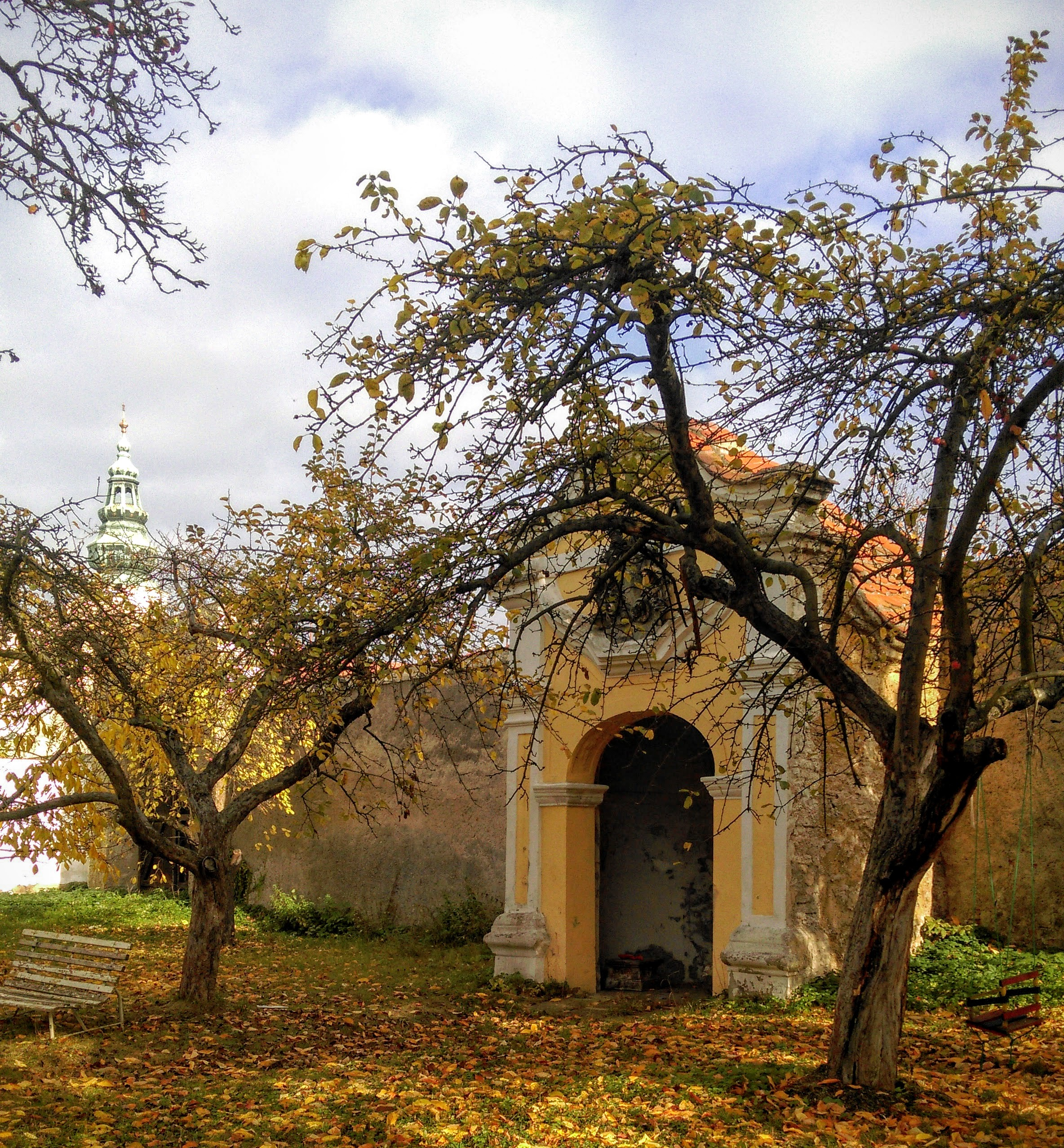
Výklenková kaplička u ohradní zdi zahrady

Proboštství je budova čp. 5 stojící na Stojanově náměstí v centru města Kroměříž přímo naproti Kostelu svatého Mořice, jenž je od 16. století ve správě olomouckých biskupů a arcibiskupů. V ústředním seznamu kulturních památek České republiky je budova i s ohradní zdi s výklenkovou kapličkou (poklonou) vedena jako kulturní památka pod číslem 30206 / 7-6009.

## Historie
Barokní budova s mansardovou střechou je postavená na starších základech, jak o tom svědčí znak biskupa Františka z Ditrichštejna v arkádovém nádvoří. Budova byla celkem třikrát důkladně přestavována a přestavby označeny deskami biskupů Lichtenštejna a Egkha. Štěpnice (sad) kolem proboštství vytváří se starou barokovou zdí jeden z nejpůvabnějších koutů staré Kroměříže. Jako proboštové zde působili pozdější biskupové Vilém Prusinovský z Víckova, Leopold II. Fridrich z Egkhu, Antonín Theodor Colloredo-Waldsee, Bedřich z Fürstenberka, Lev Skrbenský z Hříště či Antonín Cyril Stojan. Působení Antonína Cyrila Stojana jako probošta kroměřížského v letech 1908-1918 připomíná na budově umístěná pamětní deska.
V současnosti je v budově proboštství umístěn farní úřad.